# Medieval II: Total War
Medieval II: Total War, sequel del videogioco del 2002 Medieval: Total War e quarto gioco della serie Total War sviluppata da The Creative Assembly, è un videogioco strategico la cui parte gestionale si svolge a turni mentre quella militare in tempo reale. Lanciato sul mercato europeo l'11 novembre 2006, ha preceduto il sequel Empire: Total War, del 2009. Nel dicembre 2015 è uscita la versione per macOS. Il 24 marzo 2022 è uscito invece la versione per Android e iOS, sviluppata dalla Feral Interactive

## Modalità di gioco
Come tutta la saga di Total War, Medieval 2 si distingue da un gestionale comune per la modalità con cui è possibile gestire grandi eserciti (fino a 25.000 uomini) e contemporaneamente tenere sotto controllo i propri possedimenti. Esistono due modalità di gioco: la modalità mappa strategica, rappresentata dalla mappa politica e geografica dell'intera Europa, in cui lo svolgimento del gioco è a turni, e la modalità battaglia in tempo reale, per gestire personalmente gli scontri campali. In caso di assedio, l'obiettivo è conquistare la piazza centrale dell'insediamento per tre minuti entro il tempo limite.
Il gioco è ambientato nel lasso di tempo compreso tra gli anni 1080 e 1530. Come il gioco di cui riprende il nome, l'azione è incentrata sulla guerra, la religione e la politica medioevale in Europa, Africa settentrionale e Asia occidentale. Al contrario del suo predecessore (il primo Medieval), l'ambientazione cronologica comprende anche l'era della scoperta del Nuovo Mondo, che diverrà poi parte della mappa strategica; pertanto, è dunque inclusa anche una fazione in rappresentanza delle popolazioni del Centro America, vale a dire gli Aztechi.
In modo simile a Barbarian Invasion (prima espansione di Rome: Total War), la religione è molto importante, ed è suddivisa nelle due confessioni cristiane dell'epoca (ovvero cattolica ed ortodossa), nell'islam, nel paganesimo e nelle dottrine eretiche. Sono stati inoltre aggiunti gli agenti riguardanti la religione (gli imam per le fazioni musulmane), si possono intraprendere crociate e jihād, e a capo della religione cristiano-cattolica si trova il Papa, che governa lo stato pontificio (simile nel gioco al Senato di Rome: Total War); il Papa può assegnare missioni alle fazioni cattoliche, mandare inquisitori o anche scomunicare i re delle fazioni cristiane. In questo capitolo vengono anche visualizzati i filmati degli assassini intenti ad uccidere il personaggio nemico, delle spie che tentano di infiltrarsi nell'insediamento avversario, matrimoni, elezioni del papa, etc.
Per quanto riguarda la Campagna, si può scegliere di fare una campagna breve consistente nel conquistare un ridotto numero di territori ed eliminare una o due fazioni confinanti o storicamente avversarie della propria (per esempio, gli Inglesi devono eliminare gli Scozzesi e i Francesi), oppure giocare una campagna molto lunga nella quale bisognerà conquistare gran parte del mondo conosciuto (di preciso 45 territori, incluse alcune regioni speciali come Gerusalemme, Roma, Costantinopoli e Granada).
In questo titolo, la diplomazia ha un ruolo rilevante, in quanto il buon esito di una trattativa è soggetta a molte più variabili rispetto a quanto accadeva in Rome, come la reputazione di cui si gode, le disponibilità finanziarie, i rapporti con l'altra fazione, eccetera. Inoltre si hanno delle indicazioni sui principali bisogni della controparte per far sì che il giocatore possa offrire all'IA quello di cui ha bisogno per ottenere lui stesso quello che vuole.
Medieval II si distingue dal suo predecessore Rome per alcuni particolari molto importanti. Gli insediamenti cittadini (specializzati per le politiche commerciali, culturali e diplomatiche) possono essere convertiti in castelli, insediamenti specializzati nel reclutamento di truppe d'elite e nella difesa, dotati anche di cittadella. Il gioco presenta anche molte unità, divise in alto, basso e tardo medioevo. Ogni fazione può disporre di truppe uguali a quelle delle altre fazioni (contadini, lancieri ed arcieri della milizia, etc.) e unità esclusive (Zweihänder, cavalieri gotici, cavalieri teutonici e cavalieri imperiali per i Tedeschi, Fanti Pesanti veneziani per i Veneziani, bombarda gigante e cannoni su elefante per i Tartari, Nobili delle Highlands e Cavalleria di confine per gli Scozzesi, Guardia svizzera per il Papato, Giannizzeri per i Turchi etc.) Inoltre, nella Campagna, sono presenti molti mercenari assoldabili, dipendentemente da dove ci si trova nella mappa (Picchieri fiamminghi se le unità che li assoldano si trovano in Belgio, kern irlandesi e Galloglaich se ci si trova in Irlanda, cavalieri alani, arcieri cumani e cavalleria armena se ci si trova nel Medio Oriente, giavellottisti catalani se ci si trova in Spagna, cavalieri feudali della "Condotta" se ci si trova in Italia, etc.).
Come tutti gli altri predecessori, il gioco è dotato anche di una modalità multiplayer in rete locale o su internet nella quale si possono affrontare battaglie personalizzate o storiche.

### Agenti e personaggi
Come nel predecessore Rome: Total War, qui è possibile reclutare vari agenti:
- Spia: dotata di un vastissimo campo visivo, permette di ottenere dettagli su insediamenti come il numero di unità ivi presenti e gli edifici costruiti. All'interno di un insediamento nemico può anche aprire le porte all'esercito invasore in caso di assedio e incitare la popolazione alla rivolta, mentre se abbinato ad un proprio insediamento o generale svolge funzione di controspionaggio.
- Mercante: ha il compito di importare una merce specifica nella propria fazione; il guadagno monetario è quantificato in maniera variabile in base alla sua presenza nella propria capitale. Il mercante può scontrarsi con altri mercanti per estrometterli dal mercato. L'unita è reclutabile in numero limitato in base al numero di mercati nella propria fazione.
- Emissario: ha il compito di trattare diplomaticamente con le fazioni estere. Se abbastanza influente può essere capace anche di corrompere altri personaggi.
- Principessa: l'unico agente che non può essere reclutato, e presente solo nelle fazioni cristiane, può trattare come gli emissari e grazie al suo fascino è capace di siglare un'alleanza matrimoniale con un'altra fazione oppure ammaliare un generale nemico per fargli cambiare schieramento.
- Assassino: ha il compito di danneggiare le altre fazioni uccidendone i personaggi o sabotandone gli edifici.
- Sacerdote: ha il compito di convertire la popolazione di un luogo e di denunciare eventuali streghe ed eretici, proteggendo la provincia dallo scontento religioso. Nelle fazioni cattoliche un sacerdote abbastanza devoto ha la possibilità di diventare cardinale e quindi di essere eletto al soglio pontificio. Nelle fazioni islamiche l'imam può avere invece la possibilità di indire una jihād contro un insediamento ribelle o nemico. Il sacerdote/imam abbinato ad un generale ne aumenta la devozione. Sono reclutabili in numero limitato in base alla quantità di strutture religiose nella fazione.
- Inquisitore: unità esclusiva dello Stato Pontificio, invia a processo generali o agenti sospettati di eresia o poco devoti alla fede cattolica, condannandoli anche a morte.
- Eretico: Agente che appartiene solo alla fazione dei Ribelli, vaga per le province spargendo eresia, riducendo la religione locale e aumentando quindi lo scontento. Alti livelli di eresia faranno sì che uno o più inquisitori appaiano. Se la sua fede deviata è abbastanza elevata, può convertire un sacerdote che cerca di denunciarlo, a meno che egli sia un cardinale.
- Strega: Simile all'eretico, sparge eresia e se si trova nelle vicinanze di un generale, lo può stregare, peggiorando il suo aspetto e le sue statistiche. A differenza dell'eretico, le streghe possono uccidere il sacerdote intento a denunciarle indipendentemente dal suo livello di fede.

### Fazioni giocabili
All'inizio del gioco sarà possibile giocare una campagna nei panni dell'Inghilterra, della Francia, del Sacro Romano Impero della Spagna e della Repubblica di Venezia. Completando una qualsiasi campagna una volta, verranno sbloccati la Sicilia, Milano, la Scozia, l'Impero bizantino, la Russia, i Mori, i Turchi, l'Egitto, la Danimarca, il Portogallo, la Polonia e l'Ungheria.
A esse si aggiungono quattro fazioni giocabili solo nelle partite personalizzate e multigiocatore e non nelle campagne: sono lo Stato Pontificio, i Mongoli, i Tartari e gli Aztechi. Non giocabili né nella campagna né nelle battaglie personalizzate sono i Sassoni, presenti solo nell'apprendistato e nella battaglia storica di Hastings, e i Ribelli, che rappresentano gli insediamenti che non sono sotto l'influenza di nessuna fazione (questi ultimi sono però giocabili nella campagna tramite script, con il vantaggio di avere accesso ad un roaster di unità comprendente quelle di tutte le culture e le fazioni ad esclusione di unità speciali, macchine d’assedio e artiglieria).
- Regno d'Inghilterra: Il regno d'Inghilterra è una delle prime cinque fazioni giocabili, quattordici anni dopo la conquista di Guglielmo Il Conquistatore (che è possibile controllare), il regno si estende in tutto il sud dell'isola e sulla Normandia. Hanno ottimi arcieri e unità di fanteria, ma peccano nel dipartimento della cavalleria; i loro principali nemici sono i francesi e gli scozzesi, tuttavia l'isola è facilmente difendibile ed infatti l'Inghilterra è consigliata per i giocatori alle prime armi.
- Regno di Francia: Il regno di Francia è una delle prime cinque fazioni giocabili, il suo regno si estende dal centro fino al sud dell'odierna Francia; hanno le unità di cavalleria più potenti del gioco e, andando avanti nel tempo, anche buone unità di fanteria, che però all'inizio del gioco risulteranno piuttosto deboli. Non sono una fazione particolarmente facile visto che possono essere attaccati da ben quattro direzioni differenti, è consigliabile aver già dimestichezza col gioco prima di cimentarsi nella campagna francese.
- Sacro Romano Impero Germanico: Il Sacro Romano Impero Germanico è una delle prime cinque fazioni giocabili, il suo regno si estende in tutta la Germania centrale, l'Austria e parte dell'Italia centrale. All'inizio della campagna hanno le unità più forti del gioco, tuttavia col passare del tempo le sue truppe non riusciranno ad evolversi e ciò li può rendere facile preda della varie fazioni che possono attaccarli, tra cui anche i mongoli nella parte finale della campagna. Anche in questo caso è consigliabile avere già dimestichezza col gioco prima di scegliere la campagna tedesca.
- Regno di Spagna: Il regno di Spagna è una delle prime cinque fazioni giocabili, il suo regno comprende i territori della corona di Castiglia e di Leon (anche se storicamente, nel 1080 i due regni ancora non si erano uniti), incorporando il nord-ovest della Spagna. Hanno ottime unità navali e buona cavalleria e fanteria leggera, peccano di fanteria pesante e di lancieri all'inizio del gioco, per cui è consigliabile concentrarsi contro le meno pesanti unità islamiche all'inizio; hanno una posizione moderatamente facile da difendere e sono una fazione consigliata per chi è alle prime armi.
- Repubblica Veneziana: La Repubblica Veneziana è l'ultima delle prime cinque fazioni giocabili, il suo territorio comprende il Veneto, la costa balcanica e l'isola di Creta. Ha buone unità miliziane e, come tutte le fazioni italiane, a fine gioco può avere le unità più avanzate di tutte le altre fazioni, in contrasto peccano molto di cavalleria. Hanno una tra le economie più forti del gioco e una buona posizione iniziale, anche se espandersi richiederà andare in contrasto con molte altre fazioni, per cui Venezia è consigliata per giocatori di media esperienza
- Regno Siciliano:
- Ducato di Milano:
- Regno della Scozia:
- Impero Romano d'Oriente:
- Kievan Rus:
- Emirato Almoravide:
- Turchi Selgiuchidi:
- Regno Fatimide:
- Regno di Danimarca:
- Regno del Portogallo:
- Regno di Polonia:
- Regno d'Ungheria:
- Stato Pontificio:
- Orda Mongola:
- Impero Timuride:
- Impero Azteco:

## Espansione
Come ogni altro capitolo della serie, anche Medieval II ha una sua espansione, che è stata chiamata Medieval II: Total War Kingdoms. È caratterizzata dalla presenza di quattro campagne distinte situate in epoche diverse che comprendono fazioni differenti (in totale tredici nuove fazioni), con un totale di 150 nuove unità. Ogni campagna, ognuna con una mappa incentrata su un luogo preciso, si differenzia delle altre per numerosi aspetti, come gli eroi o i fortini stabili

## Accoglienza
Il gioco ha ricevuto una accoglienza molto positiva, ed è considerato da molti uno tra i migliori videogiochi strategici mai concepiti. Ancora oggi è giocato e apprezzato da molti appassionati dell'epoca medioevale, soprattutto per le sue ambientazioni molto suggestive e della immersione di cui offre il videogioco, oltre anche dalle mod disponibili.
| Testata                          | Giudizio |
| -------------------------------- | -------- |
| Metacritic (media al 31-01-2020) | 88/100   |
| Multiplayer.it                   | 9,2/10   |
| Eurogamer                        | 9/10     |
| IGN                              | 8,9/10   |
| Game Revolution                  | B+       |
| GameSpot                         | 8,8/10   |
| GameSpy                          | 4/5      |
| PC Gamer                         | 90%      |

Medieval II: Total War ha ricevuto un premio "Oro" in termini di vendite dalla Entertainment and Leisure Software Publishers Association (ELSPA), grazie alle circa 200'000 copie vendute nel Regno Unito.
Il gioco ha ricevuto un'accoglienza favorevole secondo le recensioni aggregate sul sito Metacritic.
La recensione esclusiva l'ha avuta da PC Gamer (Stati Uniti), che lo ha premiato con l'"Editor's Choice Award." IGN ha ritenuto il gioco, sebbene non rivoluzionario come il predecessore, comunque capace di costruire nuove idee e migliorarne quelle esistenti da Rome: Total War, motivo più che sufficiente per acquistarlo. GameSpot ha notato il gameplay "epico e ingrossante", ma anche criticato i "pesanti requisiti di sistema". Anthony Fordham della rivista Hyper ha commentato per il suo gameplay "incredibile, sia in battaglia che nella mappa mondiale", ma ha anche criticato come sia "più un raffinamento della serie che un grosso balzo in avanti".
Peter Englund, storico svedese, e membro dell'Accademia svedese, lo ha recensito per il giornale svedese Dagens Nyheter, dove lo ha confrontato con raffigurazioni tradizionali di battaglia come vecchie incisioni su rame e dipinti, e con i media cinematografici più recenti. Nella recensione, Englund ha concluso che Medieval II rappresenta una descrizione di battaglie "assai simile alle incisioni del XVI secolo".
Gli editori di Computer Games Magazine hanno messo Medieval II all'ottavo posto tra i migliori giochi per computer 2006, scrivendo: "Nessun evento scriptato o filmato iper-drammatico può competere con le storie che la Creative Assembly vi permette di scrivere mentre i vostri eserciti calpestino chiunque tenti di opporvisi." La rivista Edge lo ha messo al 26º posto tra "I migliori 100 giochi da giocare oggi," chiamandolo "una raffigurazione bellica come mai prima d'ora in un videogioco."
Nonostante le molte recensioni positive, alcuni hanno notato degli aspetti negativi nel gioco, come i bug nei percorsi, alcuni problemi nell'intelligenza artificiale e alcune caratteristiche poco interessanti.